# Miková
Miková is een Slowaakse gemeente in de regio Prešov, en maakt deel uit van het district Stropkov. Miková telt 158 inwoners.

## Geschiedenis
De plaats werd voor het eerst vermeld in 1408. In 1828 wordt beschreven dat de plaats 58 huizen en 429 inwoners telt. De plaatselijke kerk dateert uit het jaar 1742.
Grotere bekendheid kreeg Miková in recentere tijden, omdat het de plaats was waar de ouders van Popart-kunstenaar Andy Warhol woonden, voor zij naar de Verenigde Staten emigreerden.
Baňa · Breznica · Breznička · Brusnica · Bukovce · Bystrá · Bžany · Duplín · Gribov · Havaj · Chotča · Jakušovce · Kolbovce · Korunková · Kožuchovce · Krišľovce · Kručov · Krušinec · Lomné · Makovce · Malá Poľana · Miková · Miňovce · Mrázovce · Nižná Olšava · Oľšavka · Potoky · Potôčky · Soľník · Staškovce · Stropkov · Šandal · Tisinec · Tokajík · Turany nad Ondavou · Varechovce · Veľkrop · Vislava · Vladiča · Vojtovce · Vyškovce · Vyšná Olšava · Vyšný Hrabovec